# Smail Balić
Smail Balić (* 26. August 1920 in Mostar; † März 2002 in Wien) war ein österreichischer Kultur- und Religionswissenschaftler sowie Bibliothekar jugoslawischer Herkunft.

## Leben
Nach Kindheit und Schulzeit in Mostar studierte Balić in Sarajevo islamische Theologie. Zwischen 1941 und 1945 folgten Studienaufenthalte in Wien, Leipzig und Breslau, wo er sich den Gebieten der Turkologie, Arabistik und Slawistik widmete. 1945 promovierte er in Wien mit einer Arbeit über Die geistigen Triebkräfte im bosnisch-herzegowinischen Islam zum Dr. phil.
Nach 1945 übernahm er einen Lehrauftrag in der Öffentlichen Lehranstalt für Welthandel von Wien. 1962/63 war er Dozent für Deutsche Sprache an einem privaten College in as-Salimiyya (Kuwait). Dann wechselte er zur Österreichischen Nationalbibliothek, wo er zwischen 1963 und 1984 als wissenschaftlicher Bibliothekar wirkte. In dieser Rolle bekleidete Balić die Stelle des Fachreferenten für Linguistik (orientalische Sprachen) und war der Leiter der arabischen Handschriftensammlung.
Als prominenter Islamwissenschaftler mit persönlichem europäischem Hintergrund setzte er sich für eine integrativ-kulturelle Wahrnehmung des Islams in Österreich und anderen europäischen Ländern ein. Ausdruck dafür ist seine Intention, der "Islam muss von der Politik abgekoppelt werden" und die Positionen "Gewalt sei kein Markenzeichen des Islam, dessen "erster Grundsatz" sei der Schutz menschlichen Lebens. Seine Kritik richtete sich gegen die politische Instrumentalisierung seines Glaubens.
Balić war Autor einer großen Zahl von Fachzeitschriftenaufsätzen und mehrfacher Buchautor. Als Vortragsredner war er international gefragt.
Er war einer der Fellows des Königlichen Aal al-Bayt Instituts für Islamisches Denken (Royal Aal al-Bayt Institute for Islamic Thought), Jordanien.

## Ausgewählte Werke
- Der Islam im mittelalterlichen Ungarn (Islam u srednjovjekovnoj Madjarskoj). In: Südost-Forschungen, Jg. 23 (1965), S. 19–35.
- Die Kultur der Bosniaken, Wien (1973, 1978) / Kultura Bošnjaka, Tuzla (1994)
- Das unbekannte Bosnien, Köln, Weimar, Wien (1992)
- Der Islam im Spannungsfeld von Tradition und heutiger Zeit (1993)
- Der Islam – europakonform? (1994)
- Der vergessene Islam oder Euro-Islam (2000)
- Islam für Europa, Neue Perspektiven einer alten Religion, Böhlau, Wien / Köln / Weimar 2001, ISBN 3-412-07501-9 (= Kölner Veröffentlichungen zur Religionsgeschichte, Band 31).
- Katalog der türkischen Handschriften der Österreichischen Nationalbibliothek: Neuerwerbungen 1864-1994: mit einem Anhang: Bosnische Aljamiado-Handschriften. In: Museion. 4. Reihe, Veröffentlichungen der Handschriftensammlung Ankara (Türk Tarih Kurumu) 2006
- Herausgeberschaft der Zeitschrift Der gerade Weg (Sirati müstekim), Mitteilungsblatt für muslimische Flüchtlinge in Österreich und Deutschland. Moslemischer Sozialdienst, 1958–1979.

## Würdigungen und Mitgliedschaften
- Österreichisches Ehrenkreuz für Wissenschaft und Kunst I. Klasse (1995)